# Janusz Dobrosz
Janusz Konrad Dobrosz (ur. 7 marca 1954 w Wieruszowie) – polski prawnik i polityk. Poseł na Sejm X, II, III, IV i V kadencji w latach 1989–1991 i 1993–2007, w latach 2006–2007 wicemarszałek Sejmu V kadencji, jeden z liderów Ligi Polskich Rodzin, przewodniczący jej klubu parlamentarnego w 2006.

## Życiorys

### Wykształcenie i praca zawodowa
W 1977 ukończył studia na Wydziale Prawa i Administracji Uniwersytetu Wrocławskiego.
Należał do Związku Harcerstwa Polskiego. Od 1977 do 1979 pracował jako inspektor we Wrocławskich Zakładach Remontowo-Montażowych. Następnie, do 1981 był kierownikiem wydziału w zarządzie wojewódzkim Związku Socjalistycznej Młodzieży Polskiej. W latach 1981–1986 pełnił funkcję wiceprzewodniczącego zarządu wojewódzkiego Związku Młodzieży Wiejskiej. Od 1986 do 1987 był dyrektorem Ośrodka ds. Informacji w Dolnośląskich Zakładach Doskonalenia Zawodowego, a od 1987 do 1989 dyrektorem ds. promocji w Agrotechnice. W okresie 1989–1990 kierował radą nadzorczą PHP „Delmex”. Od 1993 do 1995 pracował jako dyrektor ds. promocji w firmie „Stefpool”.

### Działalność polityczna
W 1978 wstąpił do Zjednoczonego Stronnictwa Ludowego i zasiadł w jego władzach wojewódzkich. Pełnił funkcję posła w latach 1989–1991 z puli przeznaczonej dla tej partii. Równocześnie od 1990 do 1991 zasiadał w Krajowej Radzie Sądownictwa. Przez następne dwa lata pełnił funkcję członka Trybunału Stanu. W 1990 został przewodniczącym władz wojewódzkich Polskiego Stronnictwa Ludowego. Pełnił też funkcję rzecznika prasowego oraz wiceprezesa tego ugrupowania. W 1993, 1997 i 2001 uzyskiwał z ramienia tego ugrupowania mandat poselski. Od 1997 do 2001 przewodniczył klubowi parlamentarnemu PSL. W Sejmie IV kadencji był zastępcą przewodniczącego Komisji Spraw Zagranicznych oraz przewodniczącym sejmowej komisji śledczej ds. prywatyzacji PZU.
W październiku 2003 przeszedł do Ligi Polskich Rodzin. W wyborach parlamentarnych w 2005 z ramienia LPR został wybrany na posła na Sejm V kadencji z okręgu wrocławskiego (otrzymał 14 655 głosów). Od 2005 do 2006 przewodniczył Komisji Łączności z Polakami za Granicą. W latach 2005–2008 przewodniczył radzie politycznej LPR. W 2006 został także przewodniczącym klubu parlamentarnego tej partii w miejsce Romana Giertycha. W tym samym roku kandydował bezskutecznie na urząd prezydenta Wrocławia, uzyskując 7,48% głosów w pierwszej turze. 16 listopada 2006 został wybrany przez Sejm na stanowisko wicemarszałka izby, pełnił tę funkcję do końca kadencji. W wyborach parlamentarnych w 2007 bez powodzenia ubiegał się o reelekcję (otrzymał 2458 głosów).
W czerwcu 2008 wystąpił z LPR. Następnie zaangażował się w budowę nowego ugrupowania politycznego – Naprzód Polsko. Od listopada 2008 do maja 2009 pełnił funkcję prezesa partii.
W 2009 znalazł się na liście KW Libertas w wyborach do Parlamentu Europejskiego w okręgu dolnośląsko-opolskim (otrzymał 4793 głosy). Komitet nie przekroczył progu wyborczego, a Janusz Dobrosz, w związku z decyzją o starcie z jego listy, 30 maja tego samego roku został wykluczony z Naprzód Polsko.
W październiku 2012 został członkiem rady programowej Radia Wrocław z rekomendacji PSL. W wyborach do Parlamentu Europejskiego w 2014 był kandydatem Solidarnej Polski (która nie przekroczyła progu), uzyskując 1694 głosy.
W 2015 został wiceprezesem Związku Polskich Parlamentarzystów. W 2016 ponownie wstąpił do Polskiego Stronnictwa Ludowego, zasiadał w radzie naczelnej tego ugrupowania.

## Odznaczenia
W 1983 otrzymał Brązowy Krzyż Zasługi. W 1997 został odznaczony Orderem Uśmiechu.

## Życie prywatne
Jest żonaty; ma trzy córki, w tym Justynę.